# Tiberius Julius Rhoemetalces
Tiberius Julius Rhoemetalces, död 153, var regerande kung av Bosporanska riket mellan 131 och 153 e. Kr.
Efter honom är de flesta regenter i Bosporanska riket kända endast till namnet.